# Tour de Santo António de Cascais
La tour de Santo António de Cascais, également connu sous les noms de Torre Fortificada de Cascais ou Torre de Cascais,  est une fortification militaire située dans la freguesia de Cascais e Estoril (pt), sur le territoire de la municipalité de Cascais (district de Setúbal, Portugal),.
Elle fait partie de la défense de l'embouchure du Tage, avec le Fort de São Sebastião da Caparica et la Tour de São Vicente de Belém. Elle fait partie du Fort de Nossa Senhora da Luz de Cascais, qui fait à son tour partie du complexe de la citadelle de Cascais.
Elle est classée Immeuble d'intérêt public (Catégorie IIP) depuis1977.

## Historique
Le bastion de Cascais a été commencé en 1488 et les travaux se sont poursuivis en 1505. Une iconographie de la tour et de la ville de Cascais est incluse dans l'ouvrage Civitates Orbis Terrarum de Georg Braun et Frans Hogenberg (Cologne, 1572).

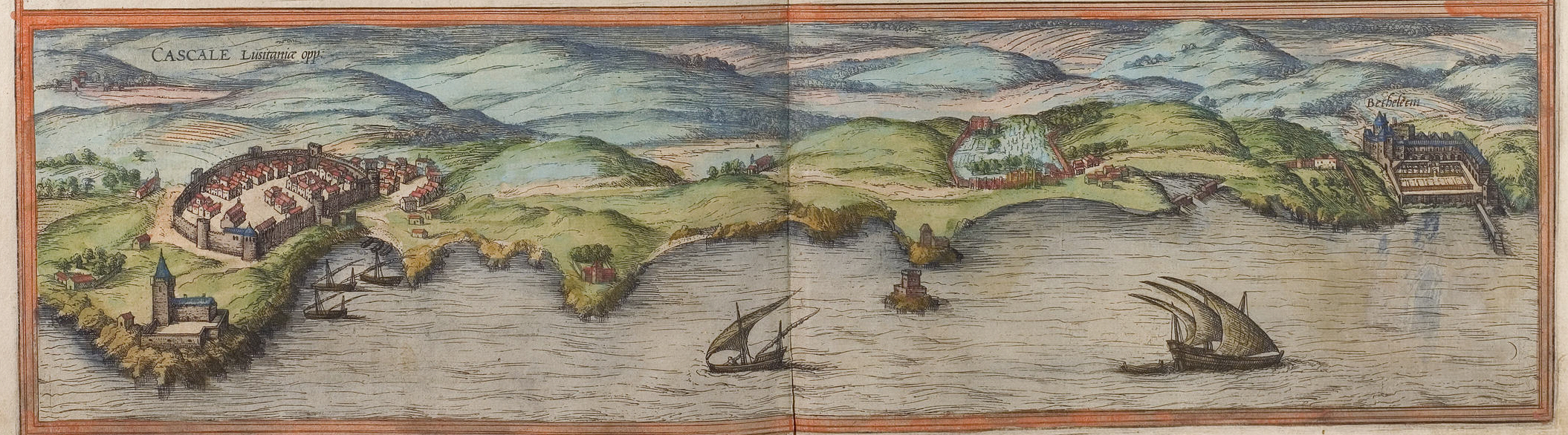
Iconographie de G. Braun, 1572.

Sous la régence du cardinal D. Henrique (1578-1580), le bastion fut maintenu en état de combat, recevant troupes, armes, artillerie et munitions. C'est là que 
Diogo de Meneses (pt) fut capturé et exécuté par les forces castillanes commandées par le duc d'Albe en août 1580.
Le système défensif, resté actif tout au long du XVe siècle, depuis la dynastie des Philippines (pt), nécessitait d'être modernisé. À cette époque, la tour fut agrandie et renforcée, servant de noyau à l'actuel Fort de Nossa Senhora da Luz de Cascais, qui s'inscrivait dans le plan de défense plus vaste de l'embouchure du Tage, alors promu.

## Actuellement
Actuellement, la citadelle de Cascais, comprenant le fort de Nossa Senhora da Luz de Cascais et la tour de Santo António de Cascais, comprend toute la partie fortifiée entre Ponta do Salmodo et le Club Naval de Cascais, est classée Immeuble d'intérêt public par le décret n°129 du 29 septembre 1977.